# ديفينثال
ديفينثال (بالفرنسية: Dieffenthal)‏ هي بلدية فرنسية تقع في إقليم الراين الأسفل من منطقة ألزاس في شمال شرق فرنسا. تبلغ مساحة هذه المدينة 1.51 (كم²)، يبلغ عدد سكانها 250 نسمة حسب إحصاء المعهد الوطني للإحصاء والدراسات الاقتصادية سنة 2009 م. وترأس Charles Andrea البلدية خلال فترة (2001 - 2008).

## وصلات خارجية
- صفحة البلدية على موقع المعهد الوطني للإحصاء والدراسات الاقتصادية